# Karl Mannsfeld (Politiker)
Karl Ernst Peter Mannsfeld (* 30. Juli 1939 in Dresden) ist ein deutscher Geograph und Politiker (DDR-CDU, ab 1990 CDU). Er ist verheiratet und hat vier Kinder.

## Beruflicher Werdegang
Mannsfeld studierte ab 1958 zunächst Germanistik auf Lehramt sowie Geografie an der Universität Leipzig und anschließend von 1960 bis 1963 Geografie an der TH/TU Dresden. Er promovierte bis 1971 bei Ernst Neef an der TU Dresden. Parallel dazu arbeitete er von 1964 bis 1966 als wissenschaftlicher Mitarbeiter beim Büro für Territorialplanung Dresden und anschließend von 1966 bis 1992 von Dresden aus in dem Forschungsprojekt „Naturhaushalt und Gebietscharakter“ der Sächsischen Akademie der Wissenschaften zu Leipzig. Er legte 1981 seine Promotion B mit dem Titel „Beiträge zur Ableitung der natürlichen Potentialstruktur aus der naturräumlichen Ordnung“ an der TU Dresden ab, die 1991 zu Habilitation umgewandelt wurde. Von 1993 bis zu seiner Emeritierung 2002 war Mannsfeld Professor für Landschaftslehre/Geoökologie am Institut für Geographie der TU Dresden.
Mannsfeld ist Vorsitzender des Kuratoriums der Erich-Glowatzky-Stiftung sowie seit 1997 ordentliches Mitglied der Sächsischen Akademie der Wissenschaften zu Leipzig. Zudem gehört er dem Kuratorium der GeoUnion Alfred-Wegener-Stiftung, Berlin an.

## Politik
Im Jahr 1974 trat Mannsfeld in die Blockpartei CDU der DDR ein. Er war unter anderem Abgeordneter der Stadtbezirksversammlung Dresden-Nord und Vorsitzender der Kommission Landeskultur/Umweltschutz bzw. Energie und Umweltschutz 1974–84, Abgeordneter der Stadtverordnetenversammlung Dresden 1984–90 sowie Leiter des Aktivs Umweltschutz beim CDU-Bezirksverband Dresden 1985–90.
Von 1990 bis 2004 war er Mitglied des Sächsischen Landtages ohne Wahlkreis. Dort war er Umweltpolitischer Sprecher der CDU-Fraktion. Vom 18. April 2002 bis 10. November 2004 war er Sächsischer Staatsminister für Kultus und Stellvertretender Ministerpräsident des Freistaates Sachsen. Ab 30. November 2005 bis zur Landtagswahl 2009 war er als Nachrücker für Kanzleramtschef Thomas de Maizière erneut Mitglied des Sächsischen Landtages.

## Umweltpolitisches Engagement
Bereits vor 1990 engagierte er sich ehrenamtlich für die Umwelt, speziell den Landschafts- und Naturschutz. 1990 wurde er in den Sächsischen Landtag gewählt und hat in fast drei Wahlperioden die Verabschiedung sächsischer Umweltgesetze maßgeblich beeinflusst. Im Jahr 2006 erschien in Zusammenarbeit mit der Sächsischen Landesstiftung Natur und Umwelt sein Buch „Naturschutz im Spannungsfeld gesellschaftlicher Interessen“, das sich mit Geschichte und Gegenwart des sächsischen Naturschutzes auseinandersetzt.

## Ehrungen
Am 1. Juni 2013 verlieh ihm der sächsische Landtagspräsident Matthias Rößler in Würdigung seines Engagements bei der Ausgestaltung des Natur- und Heimatschutzes in Sachsen die Sächsische Verfassungsmedaille.

## Schriften (Auswahl)
- mit Ralf-Uwe Syrbe: Naturräume in Sachsen. Leipzig 2008, ISBN 978-3-88143-078-4
- mit Olaf Bastian: Sächsische Landschaften: zwischen Dübener Heide und Zittauer Gebirge . Edition Leipzig, Leipzig 2012, ISBN 978-3-361-00678-2
- Natürliche Grundlagen der sächsischen Kulturlandschaften. Zustand, Nutzung, Erhaltung. Edition Leipzig, Leipzig 2014